# ホイール (コンピュータ)
ホイール(Wheel)とはUNIX OSでwheelビットを有効にしたユーザーアカウントであり、ユーザーアカウントでは通常アクセスできない特権コマンドを実行できるシステム権限を与えるシステムの設定。 

## 起源
ホイールという用語は、 TENEX OSで初めてコンピューターユーザーの特権レベルに適用されたもので、TENEXは1960年代から1970年代初頭にTOPS-20としてリリースされた。この用語は組織内などで大きな権力を持つ人物を示すスラングのビッグホイールに由来する。 
1980年代になるとOSの開発者やユーザーがTENEX/TOPS-20からUNIXに移行したため、この用語はUNIXの文化に取り込まれた。 

## ホイールグループ
初期のUNIXを除き、アクセス特権を制御するセキュリティプロトコルとしてユーザーグループが一般に使われている。ホイールグループは一部のUNIXシステム、主にBSDシステムで使用される特別なユーザーグループであり、suやsudoコマンドなど、ユーザーがユーザーが別のユーザー(通常はスーパーユーザー)になりすませる。Debian系のOSはホイールグループと同様の目的のためにsudoというユーザーグループを作成する。 

## ホイール戦争
ホイール戦争という言葉はスタンフォード大学で生まれ、1983年のジャーゴンファイルで初めて文献に登場した。「ホイール戦争」とは不用意に管理者権限を持った未熟な大学生のユーザーがマルチユーザーに対応したシステム上でお互いに相手のユーザーをロックし合うことで、他のユーザーにも予期せぬ影響を及ぼすことがあった。 